# Indosaure
L'indosaure o llangardaix indi (Indosaurus) és un gènere representat per una única espècie de dinosaure teròpode abelisàurid, que va viure en el Cretaci superior (fa aproximadament 69 milions d'anys, en el Maastrichtià), en el que avui és l'Índia, en la formació de Lameta. Era un depredador d'aproximadament 11 m de llarg, amb un crani de gran grandària que probablement posseïa adorns que, si bé no arribaven a ser banyes com en el carnotaure, eren característics del clade.
Aquest teròpode va pertànyer als abelisàurids. Abans de ser classificat com un membre d'aquesta família, va ser catalogat com aMegalosaurus matleyi i Orthogoniosaurus matleyi.